# Mistrzostwa Europy w Lekkoatletyce 2022 – chód na 35 km kobiet
Chód na 35 kilometrów kobiet – jedna z konkurencji biegowych rozgrywanych podczas lekkoatletycznych mistrzostw Europy na dwukilometrowej pętli przebiegającej przez Ludwigstraße w Monachium.

## Terminarz
Źródło: european-athletics.com.
| Data        | Godzina |       |
| ----------- | ------- | ----- |
| 16 sierpnia | 08:30   | Finał |

## Rekordy
Tabela prezentuje rekord świata, rekord Europy, rekord mistrzostw Europy oraz najlepsze wyniki na listach światowych i eruopejskich w sezonie 2022 przed rozpoczęciem mistrzostw. Źródło: european-athletics.com, worldathletics.org.
|                          | Zawodniczka          | Wynik   | Miejsce    | Data                |
| ------------------------ | -------------------- | ------- | ---------- | ------------------- |
| Rekord świata            | –                    | –       | –          | –                   |
| Rekord Europy            | Kławdija Afanasjewa  | 2:38:24 | Soczi      | 18 lutego 2019(dts) |
| Rekord mistrzostw Europy | –                    | –       | –          | –                   |
| Listy światowe           | Margarita Nikiforowa | 2:38:49 | Czeboksary | 21 maja 2022(dts)   |
| Listy europejskie        | Margarita Nikiforowa | 2:38:49 | Czeboksary | 21 maja 2022(dts)   |

## Rezultaty

### Finał
Źródło: european-athletics.com.
| Poz. | Zawodniczka            | Reprezentacja   | Czas    | Uwagi |
| ---- | ---------------------- | --------------- | ------- | ----- |
| 1 !  | Antigoni Drismbioti    | Grecja          | 2:47:00 |       |
| 2 !  | Raquel González        | Hiszpania       | 2:49:10 |       |
| 3 !  | Viktória Madarász      | Węgry           | 2:49:58 | PB    |
| 4.   | Federica Curiazzi      | Włochy          | 2:52:06 | PB    |
| 5.   | Olga Niedziałek        | Polska          | 2:53:12 |       |
| 6.   | Lidia Barcella         | Włochy          | 2:55:04 | SB    |
| 7.   | Mar Juárez             | Hiszpania       | 2:55:27 |       |
| 8.   | Inna Loseva            | Ukraina         | 2:57:55 | SB    |
| 9.   | Inês Henriques         | Portugalia      | 2:58:34 |       |
| 10.  | Elisa Neuvonen         | Finlandia       | 2:59:00 |       |
| 11.  | Bethan Davies          | Wielka Brytania | 2:59:38 |       |
| 12.  | Tereza Ďurdiaková      | Czechy          | 3:01:19 | SB    |
| 13.  | Rita Récsei            | Węgry           | 3:04:49 |       |
| 14.  | Ema Hačundová          | Słowacja        | 3:06:13 | PB    |
| 15.  | Antía Chamosa          | Hiszpania       | 3:06:37 |       |
| 16.  | Efstathia Kourkoutsaki | Grecja          | 3:07:42 |       |
| 17.  | Katrin Schusters       | Niemcy          | 3:18:38 |       |
| 18.  | Tamara Havrylyuk       | Ukraina         | 3:21:01 | SB    |
| –    | Mihaela Acatrinei      | Rumunia         | DNF     |       |
| –    | Kiriaki Filtisakou     | Grecja          | DNF     |       |
| –    | Vitória Oliveira       | Portugalia      | DNF     |       |
| –    | Ana Veronica Rodean    | Rumunia         | DNF     |       |